# Całkowite nieprawidłowe przyłączenie żył płucnych
Całkowite nieprawidłowe przyłączenie żył płucnych (ang. total anomalous pulmonary venous connection, TAPVC lub total anomalous pulmonary venous drainage, TAPVD, lub total anomalous pulmonary venous return, TAPVR) – sinicza wrodzona wada serca polegająca na braku połączenia między żyłami płucnymi a lewym przedsionkiem serca. Może być wykryta prenatalnie. Przyczyną jest hipoplazja wspólnej żyły płucnej w życiu płodowym. Czynnościowa krew żylna spływa zamiast do lewego serca do lewej żyły ramienno-głowowej albo do zatoki wieńcowej. Z wadą musi współistnieć otwarty otwór owalny albo ubytek w przegrodzie międzyprzedsionkowej, zabezpieczający dopływ utlenowanej krwi do lewego serca. Wada prowadzi do przerostu prawego serca, rozstrzeni prawej komory i poszerzenia pnia tętnicy płucnej. Lewy przedsionek może być hipoplastyczny. Leczenie polega na chirurgicznej korekcji wady w okresie noworodkowym. W niektórych przypadkach wskazane jest podawanie prostaglandyny PGE1, co pozwala zachować drożny przewód tętniczy i zmniejszyć obciążenie prawej komory serca przed planowaną interwencją chirurgiczną.

## Podział
- typ nadsercowy (50% przypadków)
- typ śródsercowy (20-25%)
- typ podsercowy (20%)
- typ mieszany (5-10%)